# Communauté de communes Loches Sud Touraine
La communauté de communes Loches Sud Touraine est une communauté de communes créée le 1er janvier 2017 par fusion des anciennes communautés de communes du Grand Ligueillois,  de Loches Développement,  de Montrésor et de la Touraine du Sud, situé dans le département d'Indre-et-Loire.

## Historique

Logo de l'ancien Pays de la Touraine Côté Sud.

Le 1er janvier 2017, création de la communauté de communes, sous forme d'un établissement public de coopération intercommunale succédant aux anciennes communautés de communes du Grand Ligueillois, de Loches Développement, de Montrésor et de la Touraine du Sud et au Syndicat mixte du Pays de la Touraine Côté Sud, dissout le 31 décembre 2016 et constitué des quatre intercommunalités fusionnées.
Structure intercommunale de type syndicat mixte, le syndicat mixte du Pays de la Touraine Côté Sud regroupait, outre les quatre intercommunalités le Conseil départemental d'Indre-et-Loire. Son rôle était de porter les projets de développement de ce territoire.

## Géographie

### Géographie physique
Située au sud-est du département d'Indre-et-Loire, la communauté de communes Loches Sud Touraine regroupe 67 communes et présente une superficie de 1 809,5 km2.

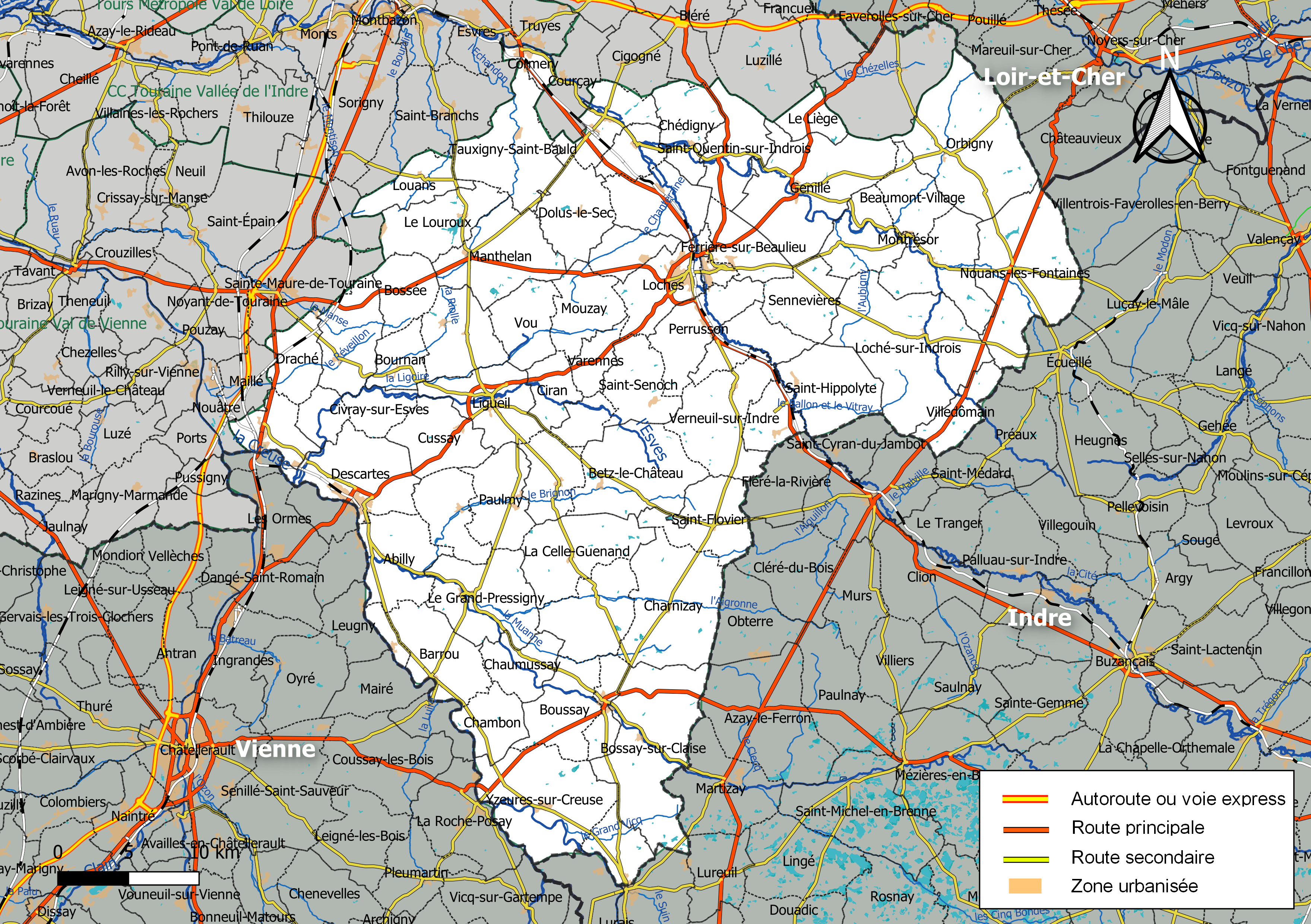
Carte de la communauté de communes Loches Sud Touraine au 1er janvier 2019.

### Composition

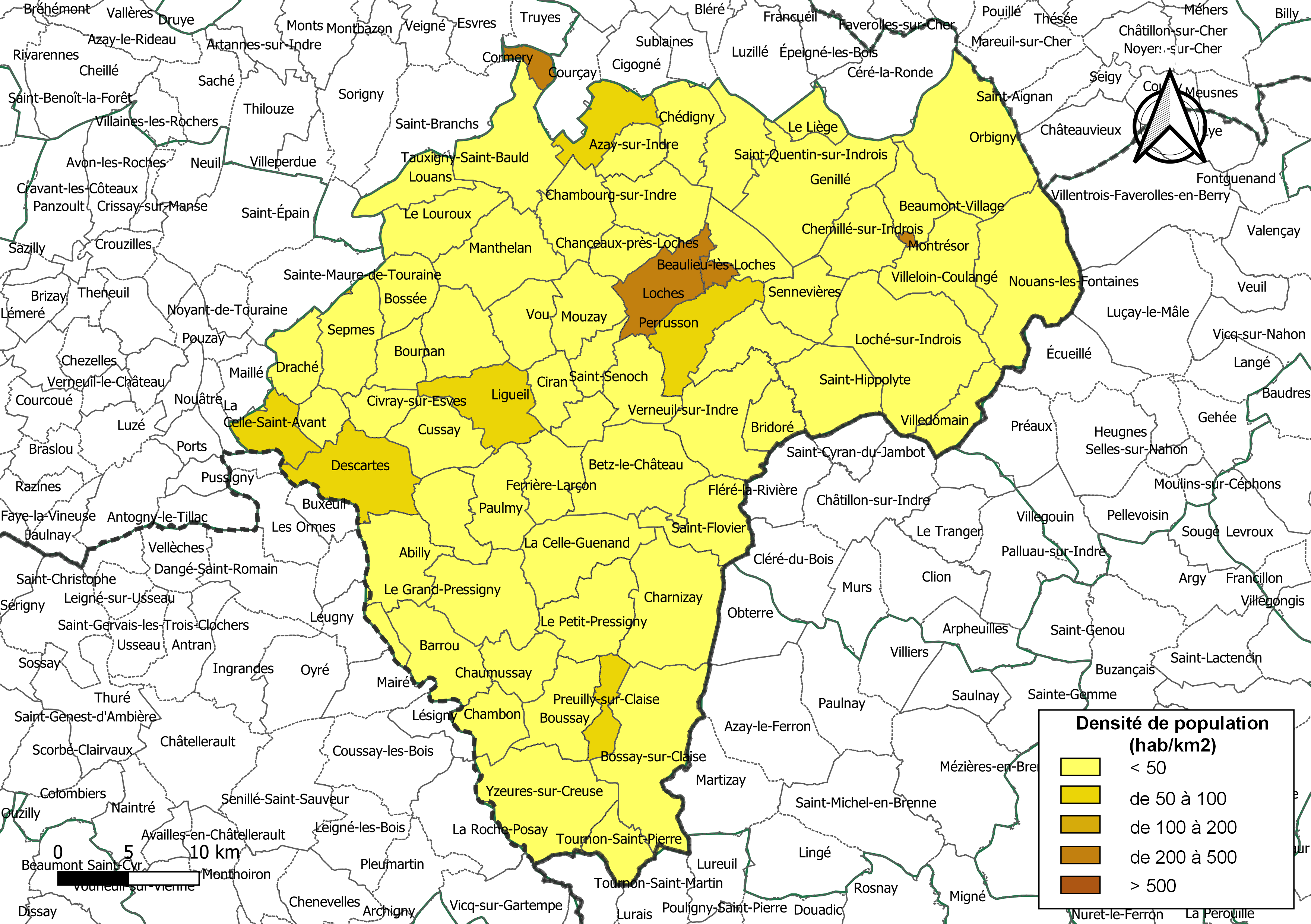
Carte des densités de population (millésimée 2016) des communes de la communauté de communes Loches Sud Touraine. Composition en communes au 1er janvier 2019.

La communauté de communes est composée des 67 communes suivantes :

| Nom                              | Code Insee | Gentilé            | Superficie (km2) | Population (dernière pop. légale) | Densité (hab./km2) |
| -------------------------------- | ---------- | ------------------ | ---------------- | --------------------------------- | ------------------ |
| Loches (siège)                   | 37132      | Lochois            | 27,06            | 6 233 (2022)                      | 230                |
| Abilly                           | 37001      | Habillois          | 30,27            | 1 125 (2022)                      | 37                 |
| Azay-sur-Indre                   | 37016      | Azéens             | 13,89            | 363 (2022)                        | 26                 |
| Barrou                           | 37019      | Barrouviens        | 30,71            | 480 (2022)                        | 16                 |
| Beaulieu-lès-Loches              | 37020      | Bellilociens       | 3,88             | 1 746 (2022)                      | 450                |
| Beaumont-Village                 | 37023      | Beaumontois        | 19,25            | 240 (2022)                        | 12                 |
| Betz-le-Château                  | 37026      | Castelbessins      | 46,88            | 508 (2022)                        | 11                 |
| Bossay-sur-Claise                | 37028      | Bosséens           | 65,56            | 729 (2022)                        | 11                 |
| Bossée                           | 37029      | Bosséens           | 19,01            | 325 (2022)                        | 17                 |
| Bournan                          | 37032      | Bournanais         | 14,67            | 282 (2022)                        | 19                 |
| Boussay                          | 37033      | Boussirons         | 27,54            | 226 (2022)                        | 8,2                |
| Bridoré                          | 37039      | Bridoréens         | 14,54            | 489 (2022)                        | 34                 |
| La Celle-Guenand                 | 37044      | Cellois-Guénandais | 36,7             | 381 (2022)                        | 10                 |
| La Celle-Saint-Avant             | 37045      | Cellois            | 17,8             | 1 059 (2022)                      | 59                 |
| Chambon                          | 37048      | Chambonnais        | 17,88            | 317 (2022)                        | 18                 |
| Chambourg-sur-Indre              | 37049      | Chambourgeois      | 28,39            | 1 235 (2022)                      | 44                 |
| Chanceaux-près-Loches            | 37053      | Chancellois        | 14,58            | 113 (2022)                        | 7,8                |
| La Chapelle-Blanche-Saint-Martin | 37057      | Chapellois         | 28,5             | 691 (2022)                        | 24                 |
| Charnizay                        | 37061      | Charnizéens        | 51,71            | 468 (2022)                        | 9,1                |
| Chaumussay                       | 37064      | Chaumusséens       | 19,15            | 204 (2022)                        | 11                 |
| Chédigny                         | 37066      | Chédignois         | 23,17            | 560 (2022)                        | 24                 |
| Chemillé-sur-Indrois             | 37069      | Chemillois         | 24,87            | 230 (2022)                        | 9,2                |
| Ciran                            | 37078      | Ciranais           | 13,86            | 428 (2022)                        | 31                 |
| Civray-sur-Esves                 | 37080      | Civraysiens        | 13,29            | 213 (2022)                        | 16                 |
| Cormery                          | 37083      | Cormeriens         | 6,07             | 1 860 (2022)                      | 306                |
| Cussay                           | 37094      | Cussayais          | 25,81            | 567 (2022)                        | 22                 |
| Descartes                        | 37115      | Descartois         | 38,08            | 3 289 (2022)                      | 86                 |
| Dolus-le-Sec                     | 37097      | Dolusiens          | 27,27            | 657 (2022)                        | 24                 |
| Draché                           | 37098      | Drachéens          | 18,51            | 700 (2022)                        | 38                 |
| Esves-le-Moutier                 | 37103      | Esvanais           | 10,53            | 154 (2022)                        | 15                 |
| Ferrière-Larçon                  | 37107      | Ferrillons         | 20,87            | 239 (2022)                        | 11                 |
| Ferrière-sur-Beaulieu            | 37108      | Ferrièrois         | 19,63            | 707 (2022)                        | 36                 |
| Genillé                          | 37111      | Genillois          | 63,12            | 1 508 (2022)                      | 24                 |
| Le Grand-Pressigny               | 37113      | Pressignois        | 39,55            | 879 (2022)                        | 22                 |
| La Guerche                       | 37114      | Guerchois          | 5,27             | 175 (2022)                        | 33                 |
| Le Liège                         | 37127      | Liégeois           | 11,15            | 326 (2022)                        | 29                 |
| Ligueil                          | 37130      | Ligoliens          | 29,72            | 2 113 (2022)                      | 71                 |
| Loché-sur-Indrois                | 37133      |                    | 74,13            | 472 (2022)                        | 6,4                |
| Louans                           | 37134      | Louannais          | 18,02            | 713 (2022)                        | 40                 |
| Le Louroux                       | 37136      | Lourousiens        | 28,87            | 531 (2022)                        | 18                 |
| Manthelan                        | 37143      | Manthelanais       | 39,58            | 1 377 (2022)                      | 35                 |
| Marcé-sur-Esves                  | 37145      | Marcéens           | 10,99            | 251 (2022)                        | 23                 |
| Montrésor                        | 37157      | Montrésoriens      | 0,98             | 313 (2022)                        | 319                |
| Mouzay                           | 37162      | Mouzayons          | 23,71            | 462 (2022)                        | 19                 |
| Neuilly-le-Brignon               | 37168      | Neuillyssois       | 22               | 287 (2022)                        | 13                 |
| Nouans-les-Fontaines             | 37173      | Nouanais           | 63,31            | 669 (2022)                        | 11                 |
| Orbigny                          | 37177      | Orbignois          | 65,88            | 711 (2022)                        | 11                 |
| Paulmy                           | 37181      | Palmisois          | 25,97            | 238 (2022)                        | 9,2                |
| Perrusson                        | 37183      | Perrussonnais      | 28,94            | 1 417 (2022)                      | 49                 |
| Le Petit-Pressigny               | 37184      | Petits Pressignois | 32,05            | 307 (2022)                        | 9,6                |
| Preuilly-sur-Claise              | 37189      | Prulliaciens       | 12               | 1 027 (2022)                      | 86                 |
| Reignac-sur-Indre                | 37192      | Reignacois         | 22,44            | 1 309 (2022)                      | 58                 |
| Saint-Flovier                    | 37218      | Floviens           | 29,22            | 577 (2022)                        | 20                 |
| Saint-Hippolyte                  | 37221      | Hippolytains       | 32,99            | 620 (2022)                        | 19                 |
| Saint-Jean-Saint-Germain         | 37222      |                    | 21,34            | 746 (2022)                        | 35                 |
| Saint-Quentin-sur-Indrois        | 37234      |                    | 27,23            | 492 (2022)                        | 18                 |
| Saint-Senoch                     | 37238      | Saint-Senochois    | 24,08            | 520 (2022)                        | 22                 |
| Sennevières                      | 37246      |                    | 23,54            | 217 (2022)                        | 9,2                |
| Sepmes                           | 37247      | Sepmois            | 28,59            | 605 (2022)                        | 21                 |
| Tauxigny-Saint-Bauld             | 37254      |                    | 40,94            | 1 683 (2022)                      | 41                 |
| Tournon-Saint-Pierre             | 37259      | Tournonnais        | 14,76            | 437 (2022)                        | 30                 |
| Varennes                         | 37265      |                    | 11,07            | 254 (2022)                        | 23                 |
| Verneuil-sur-Indre               | 37269      | Vernolliens        | 39,63            | 467 (2022)                        | 12                 |
| Villedômain                      | 37275      | Villedominis       | 16,47            | 127 (2022)                        | 7,7                |
| Villeloin-Coulangé               | 37277      | Villaloupéens      | 34,62            | 584 (2022)                        | 17                 |
| Vou                              | 37280      | Vouzéens           | 21,95            | 245 (2022)                        | 11                 |
| Yzeures-sur-Creuse               | 37282      | Yzeurois           | 55,42            | 1 345 (2022)                      | 24                 |

## Démographie
| 1968   | 1975   | 1982   | 1990   | 1999   | 2006   | 2011   | 2016   | 2022   |
| ------ | ------ | ------ | ------ | ------ | ------ | ------ | ------ | ------ |
| 55 336 | 51 932 | 50 754 | 50 319 | 50 315 | 51 287 | 52 624 | 52 070 | 50 822 |

## Politique communautaire

### Représentation

#### Présidents de la communauté de communes
| Période        | Période  | Identité       | Étiquette | Qualité                  |
| -------------- | -------- | -------------- | --------- | ------------------------ |
| 3 janvier 2017 | En cours | Gérard Hénault | UDI       | Maire de Ferrière-Larçon |

#### Conseil communautaire
Le conseil communautaire de la communauté de communes se compose de 93 conseillers pour la mandature 2020-2026,  répartis comme suit :
| Nombre de conseillers | Communes |
| --------------------- | --- |
| 10                    | Loches |
| 6                     | Descartes |
| 3                     | Beaulieu-lès-Loches, Ligueil                                                                                             |
| 2                     | Chambourg-sur-Indre, Cormery, Genillé, Manthelan, Perrusson, Reignac-sur-Indre, Tauxigny-Saint-Bauld, Yzeures-sur-Creuse |
| 1                     | Les 55 communes restantes                                                                                                |

### Compétences
La communauté de communes exerce ses compétences dans la gestion de la politique environnementale (déchets, eau potable et assainissement, milieux aquatiques), des actions envers la jeunesse (petite enfance, accueil de loisirs), dans la politique sociale (logement, aide aux personnes défavorisées, santé), dans le domaine du sport, du tourisme et du développement économique de ses territoires. Elle assure également des missions d'assistance technique et administrative aux communes.

### Identité visuelle
|  | Ancien logo de la Communauté de Communes |

## Pour approfondir